# Hurricane Eyes
Albums de Loudness
Shadows of War
(1986) Jealousy
(1988)
Hurricane Eyes est le 7e album studio de Loudness sorti en 1987. La version internationale de l'album est en anglais, mais une autre version est enregistrée en japonais pour le marché nippon, avec une pochette différente et un autre ordre des titres. Les titres This Lonely Heart et So Lonely sont sortis en singles au Japon, avec Take Me Home et Strike of the Sword en faces B.

## Liste des titres
Version internationale
Toutes les chansons sont écrites et composées par Loudness.
| No  | Titre                | Durée |
| --- | -------------------- | ----- |
| A1. | S.D.I.               | 4:15  |
| A2. | This Lonely Heart    | 4:08  |
| A3. | Rock 'N Roll Gypsy   | 4:22  |
| A4. | In My Dreams         | 4:30  |
| A5. | Take Me Home         | 3:16  |
| B1. | Strike of the Sword  | 3:50  |
| B2. | Rock This Way        | 4:07  |
| B3. | In This World Beyond | 4:26  |
| B4. | Hungry Hunter        | 4:08  |
| B5. | So Lonely            | 4:43  |

Version japonaise
| No  | Titre                | Durée |
| --- | -------------------- | ----- |
| A1. | Strike of the Sword  | 3:52  |
| A2. | So Lonely            | 4:45  |
| A3. | This Lonely Heart    | 4:07  |
| A4. | Hungry Hunter        | 4:08  |
| A5. | In This World Beyond | 4:28  |
| B1. | Take Me Home         | 3:19  |
| B2. | Rock 'N Roll Gypsy   | 4:41  |
| B3. | In My Dreams         | 4:41  |
| B4. | Rock This Way        | 4:07  |
| B5. | S.D.I.               | 4:22  |

## Composition du groupe
- Minoru Niihara - chants
- Akira Takasaki - guitare
- Masayoshi Yamashita - basse
- Munetaka Higuchi - batterie

Avec
- Ace Frehley - chœurs
- David Glen Eisley - chœurs
- Steve Johnsted - chœurs
- Gregg Giuffria - clavier
- Eddie Kramer - producteur, mixage
- Scott Mabuchi - mixage
- Andy Johns - producteur, mixage (sur So Lonely)